# Love in the Time of Corona
Love in the Time of Corona (conocida como Amor en tiempos de corona en España) es una miniserie de televisión estadounidense creada por Joanna Johnson para Freeform. El título es un juego de palabras con el título de la novela Love in the Time of Cholera. La miniserie se estrenó el 22 de agosto de 2020.

## Premisa
Love in the Time of Corona sigue las vidas de personas que buscan «amor, sexo y conexión» durante la pandemia de COVID-19 mientras se distancian socialmente.

## Elenco y personajes

### Principal
- Ava Bellows como Sophie
- Gil Bellows como Paul
- L. Scott Caldwell como Nanda
- Tommy Dorfman como Oscar
- Rya Kihlstedt como Sarah
- Leslie Odom Jr. como James
- Rainey Qualley como Elle
- Nicolette Robinson como Sade

### Recurrente
- Emilio Garcia-Sanchez como Adam
- Jordan Gavaris como Sean
- Charlie Robinson como Charles
- Tyler Alvarez como Jordan
- Gail Bean como Adeah
- Catero Alan Colbert como Dedrick
- Chelsea Zhang como Kaia

## Episodios
| N.º | Título               | Dirigido por   | Escrito por      | Fecha de emisión original | Audiencia (millones) |
| --- | -------------------- | -------------- | ---------------- | ------------------------- | -------------------- |
| 1   | «The Course of Love» | Joanna Johnson | Joanna Johnson   | 22 de agosto de 2020      | 0,201                |
| 2   | «#RelationshipGoals» | Joanna Johnson | Heather Flanders | 22 de agosto de 2020      | 0,137                |
| 3   | «Seriously Now»      | Joanna Johnson | Lauren Bans      | 23 de agosto de 2020      | 0,217                |
| 4   | «Love and Protest»   | Joanna Johnson | Resheida Brady   | 23 de agosto de 2020      | 0,134                |

## Producción

### Desarrollo
El 7 de mayo de 2020, se anunció que Freeform había ordenado la producción directa de una miniserie con 4 episodios. La creadora de la miniserie Joanna Johnson, Christine Sacani y Robyn Meisinger son los productores ejecutivos. Las compañías de producción involucradas en la serie incluyen a Anonymous Content. La miniserie se estrenó el 22 de agosto de 2020.

### Casting
El 29 de junio de 2020, se anunció que Leslie Odom Jr., Nicolette Robinson, Tommy Dorfman, Rainey Qualley, Gil Bellows, Rya Kihlstedt, Ava Bellows y L. Scott Caldwell se habían unido al elenco principal de la miniserie.

### Rodaje
La producción comenzó virtualmente el 29 de junio de 2020 en Los Ángeles utilizando tecnologías remotas.

## Lanzamiento

### Distribución
La serie se estrenó el 22 de agosto de 2020 en Freeform en Estados Unidos. En España se estrenó el 1 de diciembre de 2020 en Fox Life. En territorios internacionales selectos, la serie se lanzó el 12 de marzo de 2021 en Disney+ Star como un Star Original.

## Recepción
El sitio web del agregador de reseñas Rotten Tomatoes reportó una tasa de aprobación del 58%, basándose en 12 reseñas con una calificación media de 7/10. En Metacritic, la miniserie tiene una calificación de 55 de 100, basándose en 12 reseñas, indicando «reseñas mixtas o medias».